# Список набережных Москвы
Первые набережные Москвы появились в конце XVIII века на берегах реки Москвы. Укрепление берега на них было деревянным, однако с 1790-х годов появилась каменная облицовка и начали организовываться проезды вдоль набережных. К 1917 году общая длина облицованных и проезжих набережных составляла немногим более 4 км. Массовое строительство каменных набережных с гранитной облицовкой велось в 1930-е годы, общая длина новых набережных составила 48 км, из них 37 — вдоль Москвы-реки, остальные — вдоль Яузы. К началу 1990-х гг. общая длина московских набережных составила более 90 км. Центральные московские набережные признаются городскими достопримечательностями. C 2017 года реализуется проект по обустройству набережных, окончание проекта было намечено на 2019 год.
Набережные в списке приводятся в порядке от истока к устью. Указан берег (л — левый, п — правый). Все набережные Москвы-реки, по которым есть движение транспорта, двусторонние, а все набережные Яузы односторонние, при этом движение вдоль реки является правосторонним. Цепь набережных вдоль Москвы-реки в центре города непрерывна — от Карамышевской набережной до Симоновской на левом берегу и от набережной Тараса Шевченко до Коломенской на правом берегу (хотя часть набережных закрыта для автомобильного движения), а на окраинах набережные есть лишь на отдельных участках. Цепь набережных вдоль Яузы непрерывна от Оленьего и Глебовского мостов до устья.

## Набережные рекиМосквы
Хорошёвское спрямление
- Островная улица (п) — частично вдоль берега, до Крылатского моста.
- Филёвская набережная (п) — только пешеходная, проходит в Филёвском парке от Крылатского моста до территории ГКНПЦ имени М. В. Хруничева
- Набережная Германа Титова
- Проектируемый проезд № 1824 (п)
- Набережная Тараса Шевченко (п)
- Бережковская набережная (п)
- Воробьёвская набережная (п)
- Андреевская набережная (п)
- Пушкинская набережная (п)
- Крымская набережная (п)
  - Набережная Иосифа Кобзона (л)
  - Набережная Новикова-Прибоя (л)
  - Карамышевская набережная (л)
  - Шелепихинская набережная (л)
  - Пресненская набережная (л)
  - Краснопресненская набережная (л)
  - Смоленская набережная (л)
  - Ростовская набережная (л)
  - Саввинская набережная (л)
  - Новодевичья набережная (л)
  - Лужнецкая набережная (л)
  - Фрунзенская набережная (л)
  - Пречистенская набережная (л)

Водоотводный канал
- Якиманская набережная (п)
- Кадашёвская набережная (п)
- Овчинниковская набережная (п)
- Озерковская набережная (п)
- Шлюзовая набережная (п)
- Берсеневская набережная (п)
- Софийская набережная (п)
- Раушская набережная (п)
- Космодамианская набережная (п)
- Дербеневская набережная (п)
- Павелецкая набережная (п)
- Даниловская набережная (п)
- Новоданиловская набережная (п)
- Нагатинская набережная (п)
- Коломенская набережная (п)
  - Болотная набережная (л)
  - Болотная площадь (л)
  - Лубочный переулок (л)
  - Болотная улица (л)
  - Лубочный переулок (л)
  - Садовническая набережная (л)
  - Кремлёвская набережная (л)
  - Москворецкая набережная (л)
  - Котельническая набережная (л)
  - Гончарная набережная (л)
  - Краснохолмская набережная (л)
  - Крутицкая набережная (л)
  - Симоновская набережная (л)
  - Набережная Марка Шагала (л)
  - Проектируемый проезд № 4062 (л)
  - Курьяновская набережная (л)
  - Батайский проезд (л)
  - Поречная улица (л)

## НабережныеЯузы
- Проектируемый проезд № 1889 (п)
- Набережная Ганнушкина (л)
- Русаковская набережная (п)
- Преображенская набережная (л)
- Семёновская набережная (л)
- Рубцовская набережная (п)
- Госпитальная набережная (л)
- Головинская набережная (л)
- Лефортовская набережная (п)
- Красноказарменная набережная (л)
- Набережная Академика Туполева (п)
- Набережная Говорухина (п)
- Золоторожская набережная (л)
- Сыромятническая набережная (п)
- Андроньевская набережная (л)
- Костомаровская набережная (п)
- Николоямская набережная (л)
- Полуярославская набережная (п)
- Берниковская набережная (л)
- Серебряническая набережная (п)
- Подгорская набережная (л)
- Устьинская набережная (п)

## НабережнаяЛихоборки
- Лихоборская набережная (л/п)

## НабережнаяСосенки(Черкизово)
- Набережная Шитова (п)

## НабережнаяСосенки(Николо-Хованское)
- Набережная Афанасия Фета (п)